# Oryzomys albiventer
Oryzomys albiventer és una espècie de mamífer rosegador de la família dels cricètids. Viu a l'interior de l'oest de Mèxic (estats de Jalisco, Guanajuato i Michoacán). Fou descrit com a espècie a part el 1901, però posteriorment fou inclòs en O. couesi i O. palustris fins que el 2009 fou recategoritzat com a espècie. Es diferencia de les poblacions d'Oryzomys veïnes per les seves dimensions. Es tracta d'una espècie grossa i de pelatge llampant, amb una cua llarga i el crani i les dents molars grans. La seva distribució pateix els efectes del desenvolupament agrari, però es creu que en queden poblacions aïllades.